# Volker Dose
Volker Dose (* 16. Februar 1940 in Bad Segeberg) ist ein deutscher Physiker (Oberflächenphysik, statistische Verfahren in der Datenanalyse).
Dose wurde 1967 an der Universität Zürich promoviert (Dissertation: Eine Untersuchung der Reaktion H+ + He→ H (2S) bei Energien von 2.5-72 keV) und war als Post-Doktorand an der Queen’s University Belfast. 1969 habilitierte er sich und 1970 wurde er Privatdozent an der Universität Zürich. 1971 wurde er wissenschaftlicher Rat und Professor an der Julius-Maximilians-Universität Würzburg, 1976 außerplanmäßiger Professor und 1978 außerordentlicher Professor. 1985 wurde er wissenschaftliches Mitglied der Max-Planck-Gesellschaft. Er war Direktor am Max-Planck-Institut für Plasmaphysik in Garching. Außerdem war er Professor an der Universität Bayreuth.
1984/85 war er Vorsitzender der Sektion Oberflächenphysik der Deutschen Physikalischen Gesellschaft und von 1985 bis 1997 von deren Sektion Bayern. Er war Mitglied der American Vacuum Society.
1996 wurde er Ehrendoktor der Universität Kassel. 2005 erhielt er den Robert-Wichard-Pohl-Preis für Anwendungen der Bayes-Statistik in der Datenanalyse.

## Schriften (Auswahl)
- mit  Wolfgang von der Linden, Udo von Toussaint: Bayesian Probability Theory: Application in the Physical Sciences, Cambridge University Press 2014